# Žďár nad Metují
Žďár nad Metují település Csehországban, Náchodi járásban. Žďár nad Metují Teplice nad Metují, Velké Petrovice, Bukovice, Česká Metuje és Police nad Metují településekkel határos. Lakosainak száma 653 fő (2024. január 1.).

## Népesség
A település lakosságának változását az alábbi diagram mutatja:
| Lakosok száma | 695  | 694  | 632  | 493  | 492  | 634  | 661  | 665  | 626  | 653  |
|               | 1869 | 1900 | 1921 | 1961 | 1980 | 2011 | 2016 | 2019 | 2021 | 2024 |